# Gare de Lyon-Gorge-de-Loup
Pour les articles homonymes, voir Gare de Lyon et Gorge de Loup.
La gare de Lyon-Gorge-de-Loup est un pôle multimodal français comprenant bus, métro, car, tram-train et taxis. Elle est située dans le quartier de Gorge de Loup, dans le 9e arrondissement de Lyon.

## Situation ferroviaire
Établie à 191 mètres d'altitude, la gare de Lyon-Gorge-de-Loup est située au point kilométrique (PK) 1,797 de la ligne de Lyon-Saint-Paul à Montbrison, entre les gares ouvertes de Lyon-Saint-Paul et de Écully-la-Demi-Lune. Elle est située au débouché occidental du tunnel de Loyasse.
Un raccordement au départ de la gare de Lyon-Gorge-de-Loup permet des circulations de trains entre la ligne de Lyon-Saint-Paul à Montbrison et la gare de Lyon-Vaise sur la ligne de Paris-Lyon à Marseille-Saint-Charles. Il n'existe toutefois pas de service voyageurs utilisant ce raccordement.

## Histoire
La gare est mise en service en 1876. Elle est exploitée par la Compagnie des Dombes et des chemins de fer du Sud-Est, puis, après le rachat de cette dernière en 1883, par la Compagnie des chemins de fer de Paris à Lyon et à la Méditerranée.
Entre 1984 et 1991, la gare est totalement reconstruite pour accueillir au sein d’un pôle multimodal la station de métro de la ligne D.

## Fréquentation
Selon les estimations de la SNCF, la fréquentation annuelle de la gare s'élève aux nombres indiqués dans le tableau ci-dessous. De 2016 à 2018, c'était la seconde gare lyonnaise la moins fréquentée après celle de Vaise. Depuis 2019, c'est la gare lyonnaise la moins fréquentée.
| Année                      | 2015    | 2016    | 2017    | 2018    | 2019    | 2020    | 2021    | 2022    |
| -------------------------- | ------- | ------- | ------- | ------- | ------- | ------- | ------- | ------- |
| Nombre de voyageurs        | 519 710 | 567 666 | 669 745 | 646 409 | 698 192 | 456 395 | 556 769 | 682 949 |
| Voyageurs et non voyageurs | 649 637 | 709 583 | 837 181 | 808 011 | 872 740 | 570 494 | 695 961 | 853 686 |

Le graphique qui aurait dû être présenté ici ne peut pas être affiché car il utilise l'ancienne extension Graph, désactivée pour des questions de sécurité. Des indications pour créer un nouveau graphique avec la nouvelle extension Chart sont disponibles ici.

## Service des voyageurs

### Desserte

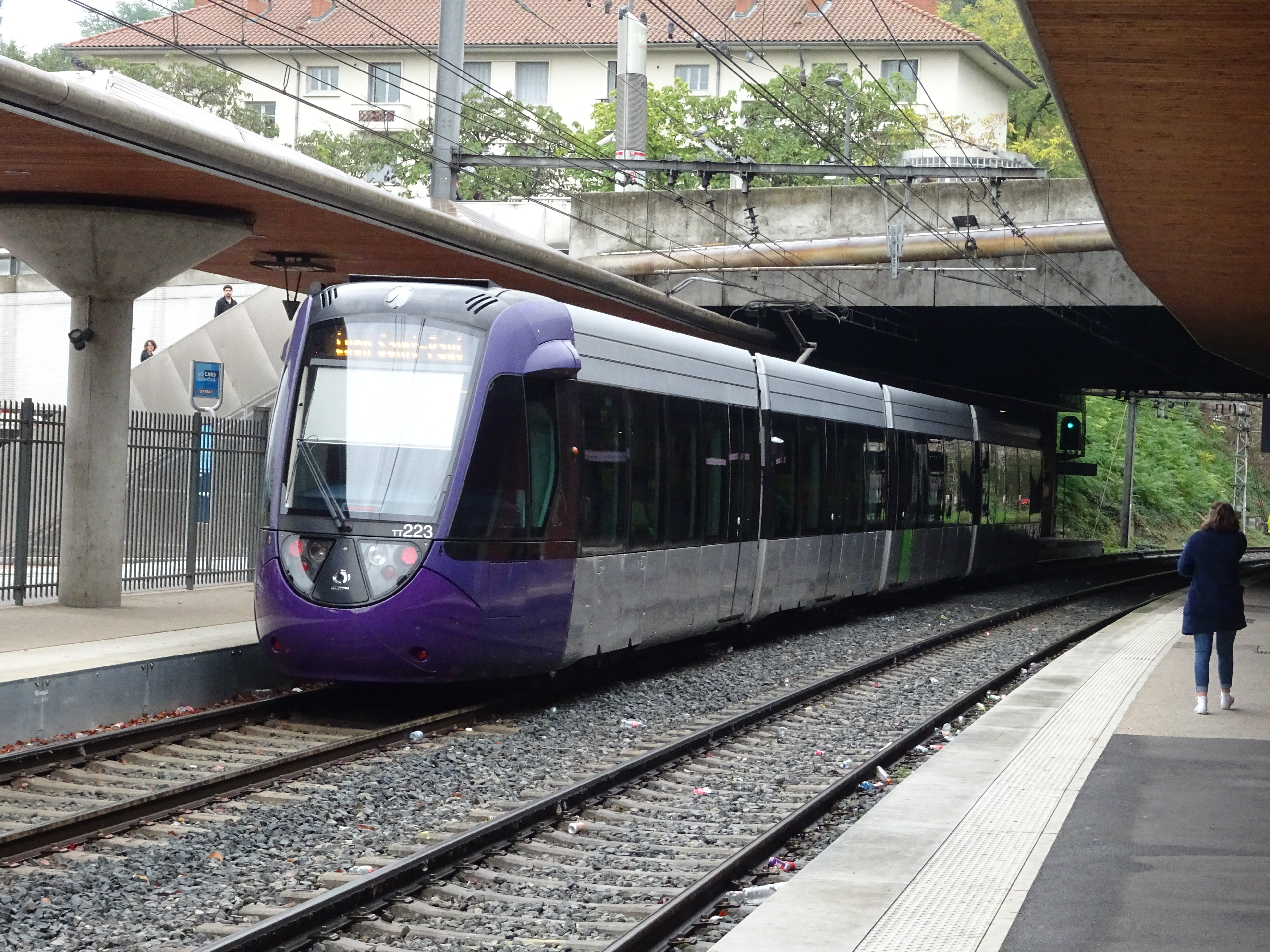
Un tram-train U 52500 à l'arrêt en direction de Lyon-Saint-Paul.

Les liaisons tram-train s'arrêtant dans cette gare desservent les relations :
- Saint Paul - Brignais
- Saint Paul - Sain-Bel (avec correspondance à Tassin pour Lozanne et à L'Arbresle pour Roanne)

Ces relations sont exclusivement desservies par des rames de type « tram-train » U 52500.
La gare de Lyon-Gorge-de-Loup appartient au Tram-train de l'Ouest Lyonnais.

### Intermodalité
La gare est en correspondance avec la station de la ligne   du métro Gorge de Loup :
- Direction : Gare de Vaise.
- Direction : Gare de Vénissieux par Bellecour et Grange Blanche.

Gorge de Loup est également la grande gare routière de l'ouest de Lyon. Les lignes passant ici ou effectuant leur terminus desservent l'ouest de l'agglomération lyonnaise.

## Service des marchandises
Il existait par le passé une gare pour l'activité marchandise située au nord de la ligne. Elle était reliée à l'usine de soie artificielle Rhodiaceta.
La gare routière, créée dans les années 1980, occupe l'emplacement de cette gare et il n'y a plus aucune activité marchandise.